# Hugo Zarich
Hugo Marcos Zarich Bebek (ur. 17 marca 1940 w Villa Eloísa, zm. 5 listopada 2017) – argentyński piłkarz, grający podczas kariery na pozycji pomocnika.

## Kariera klubowa
Hugo Zarich piłkarską karierę rozpoczął w stołecznym River Plate w 1958. Nie mogąc się przebić do podstawowego składu został wypożyczony do drugoligowego CA Platense. W latach 1964–1965 występował w Atlancie Buenos Aires, a 1966-1968 Boca Juniors. W latach 1968–1969 był zawodnikiem Quilmes i Racingu Club. W lidze argentyńskiej rozegrał 112 spotkań, w których zdobył 14 bramek. Karierę zakończył w meksykańskim Deportivo Toluca w 1971. Z Toluką zdobył wicemistrzostwo Meksyku w 1971.

## Kariera reprezentacyjna
W olimpijskiej reprezentacji Argentyny Zarich występował w 1960, kiedy to uczestniczył w Igrzyskach Olimpijskich w Rzymie. Na turnieju we Włoszech wystąpił we wszystkich trzech meczach z Danią, Tunezją i Polską.